# Casandra Stark
Casandra Stark, nome d'arte di Rosanne Mele e conosciuta anche come Casandra Stark Mele, (Wallingford, ...), è una regista cinematografica, attrice, cantante e pittrice statunitense.
È considerata una delle icone della scena no wave newyorkese degli anni ottanta e una delle principali agitatrici del Cinema della trasgressione.
Gran parte dei suoi film furono realizzati tra gli anni ottanta e novanta, ed erano spesso accompagnati dalle musiche delle sue band, i Menace Dement e i Trees.

## Biografia
Casandra Stark è cresciuta a Wallingford nel Connecticut, con il nome Rosanne. Attualmente è una cantante e performer, nonché pittrice e regista. I suoi film spesso presentavano la musica di una delle sue band, come Menace Dement o The Trees, un duo con il chitarrista e politologo Frank Morales con il quale Casandra ha un figlio di nome Frankie.
Il suo film The Anarchists è andato in onda su Manhattan Cable Television nel 1992 e presenta la musica dei Missing Foundation. È stato in parte girato a Napoli ed a New York. Il suo film Parades of Crazy spazia da immagini molto surreali di persone che marciano lentamente attraverso un parco indossando maschere a una scena in bianco e nero sulla spiaggia della stessa Casandra e della sua amica Laura May che indossano abiti bianchi e sguazzano tra le onde e galleggiano nella marea. Tuttavia, nella maggior parte dei suoi film non compare la stessa Casandra. Ha recitato nel ruolo principale del suo film Death of an Arabian Woman.
È autrice di sei libri, uno dei quali, Your World Not Mine, racconta gli eventi della sua vita da epilettica.
Ha dedicato i suoi talenti a lavorare con i disabili mentali del Lower East Side promuovendo sbocchi creativi come la raccolta di poesie Coocooloco: An Anthology Of Creative Writings From The So-Called Mentally Ill e The Lower East Side And Beyond.

## Filmografia

### Regista
- Wrecked on Cannibal Island (1986)
- Go to Hell, con David Rutsala e Nick Zedd (1986)
- Wrecked On Cannibal Island (1987)
- We Are Not to Blame con Nick Zedd, Richard Kern e Laura Jessen (1989)
- Death of an Arabian Woman (1991)
- The Anarchists (1994)

### Attrice
- Submit to Me Now, regia di Richard Kern (1987)
- Wrecked On Cannibal Island, regia di Casandra Stark (1987)
- We Are Not to Blame, regia di Casandra Stark (1989)
- X Is Y, regia di Richard Kern (1990)
- Blank City, regia di Céline Danhier (2009)

## Discografia

### Con i Menace Dement
- 1991 - Nanna (7", Lungcast Records, Vermiform)
- 1993 - Menace Dement (Cassetta, autoproduzione)
- 1996 - Untitled (LP, Vermiform)